# شهرک آیت‌الله مطهری
شهرک آیت‌الله مطهری، روستایی از توابع بخش مرکزی شهرستان دزفول در استان خوزستان ایران است.

## مردم
مردم این روستا به لری بختیاری سخن می گویند و بختیاری می باشند.

## جمعیت
این روستا در دهستان قبله‌ای قرار دارد و بر اساس سرشماری مرکز آمار ایران در سال ۱۳۸۵، جمعیت آن ۷۶۲ نفر (۱۶۶خانوار) بوده‌است.